# Paracalliopiella slatteryi
Paracalliopiella slatteryi är en kräftdjursart som beskrevs av Edward Lloyd Bousfield och Hendrycks 1997. Paracalliopiella slatteryi ingår i släktet Paracalliopiella och familjen Calliopiidae. Inga underarter finns listade i Catalogue of Life.